# Ервин Шрьодингер
Ервин Рудолф Йозеф Александер Шрьодингер (на немски: Erwin Rudolf Josef Alexander Schrödinger) е австрийски физик теоретик, един от създателите на квантовата механика, съществено допринесъл за нейното развитие, по-специално с формулирането на вълновите уравнения (стационарно и зависещо от времето уравнение на Шрьодингер), за което е удостоен с Нобелова награда за физика през 1933 г., поделена с Пол Дирак. Той предлага оригинално обяснение на физическия смисъл на вълновата функция и подлага на критика общоприетата копенхагенска интерпретация на квантовата механика.
Става професор в едни от най-реномираните университети в света, както и член на академиите на науките на много страни. Известен е още с мисловния експеримент, известен като котка на Шрьодингер. Публикува множество статии в областта на физиката: статистическа механика и термодинамика, теория на цветовете, електродинамика, обща теория на относителността и космология. Прави няколко опита за създаване на единна теория на полето. Увлича се по античната философия – предимно китайска, индийска и гръцка, както и по въпросите на етиката и религията.

## Биография

### Ранни години
Шрьодингер е роден на 12 август 1887 година във Виена, Австрия. Той е единственото дете в обезпечено и висококултурно семейство. Майка му, Георгина Емилия Бренда, е дъщеря на химика Александър Бауер и е от смесен австрийско-английски произход. Баба му по майчина линия е англичанка. Научава немски и английски език като родни, защото и двата се говорят равностойно в семейството му. Баща му, Рудолф Шрьодингер, е преуспял собственик на фабрика, който се интересува от наука и дълго време е вицепрезидент на Виенското ботаническо и зоологическо общество.
Обстановката в дома му с високообразовани родители способства за развитието на много и разнообразни интереси у младия Ервин. До единадесетгодишна възраст той получава домашно образование, а през 1898 година започва да посещава Академичната гимназия (Öffentliches Academisches Gymnasium), където изучава предимно хуманитарни предмети. Учението му се отдава лесно и той посвещава свободното си време на четене и изучаване на чужди езици. След нейното завършване, между 1906 и 1910 година, учи във Виенския университет и се занимава с експериментална работа. Особено му е интересна термодинамиката с вероятностната интерпретация, дадена от Болцман. За докторската си дисертация Ервин Шрьодингер избира темата „Електрическа проводимост на повърхността на изолатори във влажен въздух“. През 1911 г. той става асистент на Екснер. По това време е силно повлиян от Артур Шопенхауер и проявява дълбок интерес към философията, теорията на цветовете и източните религии. През 1914 година става доцент. Първите му публикации датират от 1910 година на различни теми, свързани с диелектриците, кинетичната теория на магнетизма, атмосферното електричество, интерференцията и други.

### Първата световна война и начало на научната кариера
През октомври 1911 г., след дългогодишна служба в австрийската армия, Шрьодингер се завръща във Втори физически институт на Виенския университет като помощник на Екснер. Преподава упражнения по физика и участва в експериментални проучвания, проведени в лабораторията. През 1913 г. Шрьодингер подава петиция за титлата на частен доцент и след като преминава през съответните процедури – преподаване на определени курсове и публикуване на научни статии, той се хабилитира и в началото на 1914 г. министерството го одобрява на тази длъжност. Първата световна война забавя началото на активната преподавателска дейност на Шрьодингер в продължение на няколко години. Младият физик е призован в армията и служи в артилерия в сравнително спокойни райони на Югозападния фронт на Австрия: в Райбъл, Комаром, след това в Просеко и в района на Триест. През 1917 г. той е назначен за учител по метеорология в офицерското училище във Винер Нойщат. Този начин на работа му оставя достатъчно време да чете специална литература и да работи по научни проблеми, включително да се запознае с теорията на относителността на Айнщайн.
През ноември 1918 година се завръща във Виена. Въпреки това, след разпадането на Австро-Унгарската империя, този град е в друга страна, така че тази възможност е пропусната. Трудната икономическа ситуация в страната, ниските заплати и фалитът на семейния бизнес го принуждават да търси нова работа, включително и в чужбина. Подходящ случай се появява през есента на 1919 г., когато Макс Вин, който оглавява Физическия институт в Йенския университет, кани Шрьодингер да заеме поста на неговия асистент в катедрата по теоретична физика. Австриецът с радост приема тази оферта и през април 1920 г. се премества в Йена (веднага след сватбата си), тъй като на 6 април 1920 г. се жени за Анемари Бертел. В Йена Шрьодингер се задържа само за четири месеца, скоро се мести в университета в Щутгарт и става професор в местния Висш технически университет (днес Щутгартски университет). Важен фактор в контекста на нарастващата инфлация е значителното увеличение на заплатите. Въпреки това, много скоро най-добрите условия и позицията на професор по теоретична физика започват да предлагат други институции – университетите в Бреслау, Кил, Хамбург и Виена. Шрьодингер избира първия и напуска Щутгарт само след един семестър. В Бреслау ученият обаче чете лекции само през летния семестър и той отново сменя работата си, след което оглавява престижната катедрата по теоретична физика на Цюрихския университет.

### Преди Нобеловата награда
Шрьодингер се премества в Цюрих през лятото на 1921 година. Животът тук е по-стабилен в материално отношение, близките планини предоставят на учения, който обича катерене и ски, удобни възможности за отдих и общуване с известни колеги като Питър Дебай, Пол Шеррер и Херман Вейл, които работят в близкия Цюрихски политехнически институт, създавайки необходимата атмосфера за научно творчество и научно сътрудничество. През 1921 – 1922 г. му откриват тежко заболяване. Шрьодингер е диагностициран с белодробна туберкулоза, така че девет месеца той трябва да прекара в курортния град Ароза в Швейцарските Алпи. В творческо отношение цюрихските години са най-ползотворни за Шрьодингер. Докато лежи в санаториума, той открива своето вълново уравнение и пише своя класически труд за вълновата механика. През 1926 година публикува статията „Quantisierung als Eigenwertproblem“ в Annalen der Physik, която се занимава с проблемите на вълновата механика. В нея той извлича прочутото уравнение за независими от времето системи, което сега носи името уравнение на Шрьодингер и доказва, че е валидно за атоми като този на водорода. Статията буквално прави революция в квантовата механика и се разглежда като едно от най-големите постижения на физиката и химията на 20 век. Той публикува втора статия на същата тема само 4 седмици по-късно.
Славата, донесена на Шрьодингер от иноваторската му работа, го превръща в един от основните кандидати за престижния пост на професор по теоретична физика в университета в Берлин, който е освободен след заминаването на Макс Планк. След отказа на Арнолд Зомерфелд и преодоляване на съмненията дали да напусне любимия му Цюрих, Шрьодингер приема тази оферта и на 1 октомври 1927 г. започва да изпълнява новите си задължения. В Берлин австрийският физик намира приятели и съмишленици в лицето на Макс Планк, Алберт Айнщайн, Макс фон Лауе, които споделят консервативните му виждания за квантовата механика и не признават копенхагенската интерпретация. В университета Шрьодингер изнася лекции по различни области на физиката, провежда семинари, ръководи физически колоквиум, участва в организирането на събития, но като цяло остава особняк и сам, както се вижда от липсата на студенти и ученици. Както отбелязва Виктор Вайскопф, който работи като помощник на Шрьодингер, последният „изигра ролята на аутсайдер в университета“.

### Нобеловата награда и след нея
Времето, прекарано в Берлин се определя от Шрьодингер като „прекрасни години, когато учех други и се учех сам“. Този период свършва през 1933 г., след като Хитлер идва на власт. През лятото на същата година, вече учен на средна възраст, той не иска да остане под властта на новия режим и решава отново да промени ситуацията. Струва си да се отбележи, че въпреки негативното отношение към нацизма, той никога не го показва открито и не иска да се намесва в политиката, а е почти невъзможно да се запази аполитизъм в тогавашната Германия.

#### Оксфорд
Британският физик Фредерик Линдеман (по-късно лорд Черуел), глава на катедрата по физика в Оксфордския университет, посещава Германия по това време, за да се опита да уреди позиции за някои млади физици от еврейски произход в Англия. Той кани Шрьодингер в Оксфордския университет след като разбира, че и той иска да напусне. Последният моли да му бъде назначен Артур Марч като асистент. Причината за това е, че по това време Шрьодингер е влюбен в жената на Марч, Хилде. Макар да е женен по това време, и той, и жена му имат любовници и не го крият един от друг.
След като заминава на лятна ваканция в Южен Тирол, провинция Болцано, ученият не се връща повече в Берлин и на 4 ноември 1933 г. заедно със съпругата и любовницата си пристига в Оксфорд. Междувременно в Тирол Хилде забременява. Малко след пристигането си той научава, че е награден с Нобелова награда за физика (заедно с Пол Дирак) „за откриването на нови плодотворни форми на атомната теория“.
В Оксфорд Шрьодингер става член на Магдаленския колеж, без да има задължения за преподаване и заедно с други имигранти получава финансиране от компанията Имперска химическа промишленост. Въпреки това, той не успява да свикне със специфичната ситуация на един от най-старите университети в Англия. Една от причините за това е липсата в Оксфорд, фокусиран главно върху преподаването на традиционни хуманитарни и богословски дисциплини, на всякакъв интерес към съвременната теоретична физика, което кара ученият да усети незаслужената си висока позиция и голяма заплата, която той понякога нарича вид благотворителност. Друг аспект на неудобството, което Шрьодингер изпитва в Оксфордския университет, са особеностите на социалния живот, изпълнен с условности и формалности, които според неговото признание ограничават свободата му. Ситуацията се усложнява от необичайния характер на личния и семейния му живот, който предизвиква истински скандал в духовните среди на Оксфорд. Шрьодингер влиза в остър конфликт с професора по английски език и литература Клайв Луис. Всички тези проблеми, както и съкращаването на програмата за финансиране на учени имигранти в началото на 1936 г., принуждава Шрьодингер да обмисли възможности за продължаване на кариерата си извън Оксфорд. След посещението си в Единбург през есента на 1936 г. той приема предложение да се върне в родината си и да заеме поста професор по теоретична физика в университета в Грац.

#### Грац
През 1934 г. е поканен да преподава в университета в Принстън и дори му се предлага постоянно място. В крайна сметка той обаче отказва. Една от възможните причини е, че не се гледа с добро око на неговото двуженство и съвместното отглеждане на детето му от жена му и любовницата му. Това не се приема много добре и в Оксфорд, но въпреки това неговата дъщеря се ражда там на 30 май 1934 г. Той се опитва да заеме място в университета в Единбург, но визата му се забавя и като резултат през 1936 г. той започва работа в университета в Грац. По същото това време е в непрекъсната кореспонденция със своя добър приятел Алберт Айнщайн и предлага мисловния експеримент котка на Шрьодингер.
Пребиваването на Шрьодингер в Австрия не продължава дълго. През март 1938 г. се състои аншлусът на страната, в резултат на което тя стана част от нацистка Германия. По препоръка на университетския ректор, ученият пише „писмо за помирение“ с новото правителство, което е публикувано на 30 март във вестника на Грац „Tagespost“ и предизвиква негативна реакция у неговите колеги имигранти. Това обаче не помага, ученият е освободен от поста поради политическа ненадеждност, официално през август 1938 г. Осъзнавайки, че напускането на страната скоро може да се окаже невъзможно, Шрьодингер напуска Австрия и отива в Рим (по онова време фашистка Италия е единствената страна, за която не се изисква виза). По това време той установява връзка с министър-председателя на Ирландия, Еймън де Валера, математик по образование, който решава да организира в Дъблин аналог на Принстънския институт за висши изследвания. Де Валера, който тогава е в Женева като председател на Асамблеята на Лигата на народите, получава транзитна виза за Шрьодингер и съпругата му за Европа. През есента на 1938 г., след кратка спирка в Швейцария, те пристигат в Оксфорд. Докато институтът се организира в Дъблин, ученият се съгласява да заеме временна длъжност в белгийския Гент, платен от фондовете на Фондация Франки. Тук е застигнат от началото на Втората световна война. Благодарение на намесата на де Валера, Шрьодингер, който е смятан за германски гражданин след аншлуса (и следователно вражеска държава), той успява да премине през Англия и пристига в столицата на Ирландия на 7 октомври 1939 г.

### Късни години – Дъблин и Виена
Законодателният акт за организацията на Дъблинския институт за изследвания е приет от ирландския парламент през юни 1940 г. По покана на де Валера Шрьодингер става първият професор в един от двата му първоначални отдела – Катедрата по теоретична физика – и е назначен за първи директор на института. Научната му работа е в областта на гравитацията, теорията на мезоните, термодинамиката, нелинейната електродинамика и прави опити да създаде единна теория на полето. По-късно други членове на института, сред които са известните учени Валтер Хейтлер, Лайош Яноши и Корнел Ланцош, както и много млади физици, имат възможността да се концентрират изцяло върху изследователска работа. Шрьодингер организира постоянен семинар, изнася лекции в университета в Дъблин, инициира провеждането на ежегодни летни школи в института, на които присъстват водещи физици от Европа. Той е завежда катедрата по теоретична физика през 1940 – 1945 г. и от 1949 до 1956 г., когато решава да се върне в родината си.
Въпреки че след войната Шрьодингер многократно получава предложения да се премести в Австрия или Германия, той отхвърля тези покани. Съгласява се да се върне в родината си едва след подписването на Австрийския държавен договор и изтеглянето на съюзническите войски от страната. В началото на 1956 г. президентът на Австрия одобрява решение, даващо на учения позиция като професор по теоретична физика във Виенския университет. През април същата година Шрьодингер се завръща във Виена и тържествено поема длъжността след лекция в присъствието на известни личности, включително и президента на републиката. Той е благодарен на австрийското правителство, което организира завръщането му там, където започва кариерата му. Две години по-късно, често боледуващият учен напуска университета и се пенсионира. Последните години от живота си той прекарва предимно в тиролското село Алпбах. Шрьодингер умира на 73 години във виенска болница на 4 януари 1961 г. в резултат на обостряне на туберкулозата и е погребан в Алпбах. Неговата вдовица умира на 3 октомври 1965 г.

## Личен живот
Биографите и съвременниците многократно са отбелязвали разнообразието на интересите на Шрьодингер, неговите дълбоки познания по философия и история. Владее шест чужди езика (древногръцки и латински, английски, френски, испански и италиански), чете класически произведения в оригинал и ги превежда, пише поезия (през 1949 година излиза сборник с негова поезия) и е любител на скулптурата. Той е не само велик физик-теоретик, но и човек с необикновено и оригинално мислене. През 1944 година написва оригиналното изследване „Какво е животът от гледна точка на физиката?“ През 1948 година чете лекции в Лондон по гръцка философия, които залягат в основата на книгата му „Природата и гърците“, излязла от печат през 1954 година.
От пролетта на 1920 г. Шрьодингер е женен за Анемари Бертел от Залцбург, с която се среща през лятото на 1913 г., по време на експерименти с атмосферно електричество. Този брак продължава до края на живота му, въпреки редовните извънбрачни връзки и на двамата съпрузи. Така сред любовниците на Анемари са колегите на съпруга ѝ Пол Евалд и Херман Уейл. Шрьодингер от своя страна има множество романтични връзки с млади жени, две от които все още тийнейджърки (с една от тях той прекарва почивките си в Ароса през зимата на 1925 г., по време на което работи интензивно за създаването на вълновата механика). Въпреки че Ервин и Анемари нямат деца, известно е, че Шрьодингер има няколко незаконни деца. Майката на едно от тях, Хилде Марч, съпругата на Артър Марч, един от приятелите на австрийския учен, става „втора съпруга“ на Шрьодингер. През 1933 г., напускайки Германия, той успява да договори финансиране в Оксфорд не само за себе си, но и за семейство Марч; през пролетта на 1934 г. Хилде ражда дъщеря от Шрьодингер, Рут Георгин (Рут Георгин Марч). На следващата година те се завръщат в Инсбрук. Такъв свободен начин на живот шокира пуританите в Оксфорд, което е една от причините за неудобството, което Шрьодингер изпитва там. Още две деца извън брака са родени по време на престоя му в Дъблин. От 1940-те години Анемари е редовно хоспитализирана поради пристъпи на депресия.

## Награди и членства
- Награда Хайтингер (1920)
- Медал на Матеучи (1927)
- Нобелова награда по физика (1933)
- Медал на името на Макс Планк (1937)
- Орден „За заслуги пред ФРГ“
- Награда Ервин Шрьодингер (1956)
- Австрийска почетна значка „За наука и изкуство“ (1957)
- Член на Австрийската академия на науките, Пруска академия на науките (1929), Академия на науките на СССР (1934, член-кореспондент от 1928), Лондонско кралско общество (1949), Папска академия на науките (1937), Ирландска кралска академия (1940), Испанска кралска академия на науките

## Памет и наследство
- Името на Шрьодингер носи един от кратерите[13] на Луната, както и астероид.
- Във физиката и квантовата механика, неговото име носи квантовият парадокс котка на Шрьодингер, както и други понятия: уравнение на Шрьодингер, представяне от Шроингдингер, оператор на Шрьодингер, нелинейно уравнение на Шрьодингер и други.
- В 1983 г., в Австрия, банкнотата от 1000 шилинга носи неговия портрет. Намират се в обращение до въвеждане на еврото.
- Името на Шрьодингер носи един от виенските площади (Schrödingerplatz), библиотеката по естествени науки в Берлинския университет (Erwin-Schrödinger-Zentrum), Виенският институт за математическа физика (Erwin-Schrödinger-Institut für Mathematische Physik).
- В 1956 г. Австрийската академия за науките утвърждава награда, която носи неговото име (Erwin Schrödinger-Preis)
- Изобразен на австрийска пощенска марка от 1987 година.

## Основни произведения

### Книги на немски и английски
- Abhandlungen zur Wellenmechanik Leipzig, 1927
- Vier vorlesungen über wellenmechanik Berlin, 1928
- Über Indeterminismus in der Physik. Zwei Vorträge zur Kritik der naturwissenschaftlichen Erkenntnis – Leipzig, 1932
- What is Life? The Physical Aspect of the Living Cell – Cambridge: University Press, 1944
- Statistical Thermodynamics – Cambridge: University Press, 1946
- Gedichte – Bonn, 1949
- Space-Time Structure – Cambridge: University Press, 1950
- Science and Humanism – Cambridge: University Press, 1952
- Nature and the Greeks – Cambridge: University Press, 1954
- Expanding Universes – Cambridge: University Press, 1956
- Mind and Matter – Cambridge: University Press, 1958
- Meine Weltansicht – Wien, 1961

### Книги на руски
- „Что такое жизнь с точки зрения физики“? (1946)
- „Разум и материя“ (1959)

### Основни научни статии
- E. Schrödinger. Studien über Kinetik der Dielektrika, den Schmelzpunkt, Pyround Piezoelektrizität // Sitzungsberichte der Akademie der Wissenschaften der Wien. – 1912. – Vol. 121. – P. 1937 – 1973.
- E. Schrödinger. Über die Schärfe der mit Röntgenstrahlen erzeugten Interferenzbilder // Physikalische Zeitschrift. – 1914. – Vol. 15. – P. 79 – 86.
- E. Schrödinger. Grundlinien einer Theorie der Farbenmetrik im Tagessehen (Erste Mitteilung) // Annalen der Physik. – 1920. – Vol. 368 (63). – P. 397 – 426.
- E. Schrödinger. Grundlinien einer Theorie der Farbenmetrik im Tagessehen (Zweite Mitteilung) // Annalen der Physik. – 1920. – Vol. 368 (63). – P. 427 – 456.
- E. Schrödinger. Grundlinien einer Theorie der Farbenmetrik im Tagessehen (Dritte Mitteilung) // Annalen der Physik. – 1920. – Vol. 368 (63). – P. 481 – 520.
- E. Schrödinger. Über eine bemerkenswerte Eigenschaft der Quantenbahnen eines einzelnen Elektrons // Zeitschrift für Physik. – 1922. – Vol. 12. – P. 13 – 23.
- E. Schrödinger. Quantisierung als Eigenwertproblem (Erste Mitteilung) // Annalen der Physik. – 1926. – Vol. 384 (79). – P. 361 – 376. Русский перевод: Э. Шрёдингер. Квантование как задача о собственных значениях (первое сообщение) // УФН. – 1977. – Т. 122. – С. 621 – 632.
- E. Schrödinger. Quantisierung als Eigenwertproblem (Zweite Mitteilung) // Annalen der Physik. – 1926. – Vol. 384 (79). – P. 489 – 527.
- E. Schrödinger. Über das Verhältnis der Heisenberg-Born-Jordanschen Quantenmechanik zu der meinem // Annalen der Physik. – 1926. – Vol. 384 (79). – P. 734 – 756.
- E. Schrödinger. Quantisierung als Eigenwertproblem (Dritte Mitteilung) // Annalen der Physik. – 1926. – Vol. 385 (80). – P. 437 – 490.
- E. Schrödinger. Quantisierung als Eigenwertproblem (Vierte Mitteilung) // Annalen der Physik. – 1926. – Vol. 386 (81). – P. 109 – 139.
- E. Schrödinger. Über die Kraftfreie Bewegung in der relativistischen Quantenmechanik // Sitzungsberichte der Preussischen Akademie der Wissenschaften. – 1930. – P. 418 – 428.
- E. Schrödinger. Die gegenwärtige Situation in der Quantenmechanik // Naturwissenschaften. – 1935. – Vol. 23. – P. 807 – 812, 823 – 828, 844 – 849.
- E. Schrödinger. The proper vibrations of the expanding Universe // Physica. – 1939. – Vol. 6. – P. 899 – 912.
- E. Schrödinger. The final affine field laws // Proceedings of the Royal Irish Academy A. – 1947. – Vol. 51. – P. 163 – 179.